# Holopogon kirtshenkoi
Holopogon kirtshenkoi är en tvåvingeart som beskrevs av Pavel Lehr 1972. Holopogon kirtshenkoi ingår i släktet Holopogon och familjen rovflugor. Inga underarter finns listade i Catalogue of Life.